# Massage yoni
Massage yoni hay matxa yoni là một loại massage tantra chủ yếu tập trung vào âm hộ và âm đạo, giống như cách mà massage lingam tập trung vào cơ quan sinh dục nam. Massage kiểu này được xem là phương pháp điều trị và đôi khi được giới thiệu như một phương pháp làm giảm căng thẳng cho âm đạo. Những người thực hành thể loại massage này tuyên bố rằng massage này giúp tăng xác suất thụ tinh, mặc dù không có nghiên cứu khoa học nào khẳng định việc này.